# 古沢勘兵衛
古沢 勘兵衛 （ふるさわ かんべえ、1902年（明治35年）1月10日 - 1973年（昭和48年）5月2日）は、日本の柔道家（講道館9段、大日本武徳会教士）。元朝鮮総督府柔道教官。
持ち前の怪力を武器に全日本選士権大会で優勝2度、準優勝1度の成績を残したほか昭和天覧試合にも2度出場した実績を有す、戦前を代表する柔道家の1人である。

## 経歴
1902年（明治35年）1月10日に栃木県芳賀郡益子町本沼に生まれる。中学は地元の栃木県立旧制真岡中学校（現・栃木県立真岡高等学校）に進学し、1920年（大正9年）に講道館へ入門すると翌21年（大正10年）には当時中学生としては珍しかった初段に列せられた。
卒業後は柔道の専門家を志して大日本武徳会武道専門学校 (旧制)に進学。身長176cm・体重85kgという当時としては抜きん出た体格と、1年生の時に水を一杯に入れた四斗樽を1人で運んだ怪力が学校内で評判となり、古（いにしえ）の猛勇武将に肖って“塙団右衛門”と呼ばれた。稽古では磯貝一や田畑昇太郎（両名とものちに10段）、福島清三郎（のち9段）らに師事し、先輩に当たる栗原民雄（のち10段）の胸を借りた。
1925年（大正14年）3月、大日本武徳会4段で武専を卒業後、日本統治時代の朝鮮半島に渡り、京城府にて朝鮮総督府警官講習所の教官（柔道師範）となり、5カ月後には講道館からも4段を許された。試合では1926年（大正15年）5月に満州・朝鮮対抗試合に朝鮮軍代表として出場し、京城中学教師だった倉田健之助亡き後の主力選手（総大将）として活躍したほか、同年11月の明治神宮大会では青年組5段の部に出場し、決勝戦で旧制浦和高校（現・埼玉大学）の助教授であった工藤一三と延長3回30分の激闘の末に審判団の審議でも優劣付け難く、異例とも言える引き分けとなった。
力のあり過ぎた古沢は器用ではなかったが、相手を吊り上げての小外刈や強引な内股、寝技では崩上四方固を得意としていた。
1929年（昭和4年）5月の御大礼記念天覧武道大会では指定選士で27歳と最年少出場だったが、37歳・尾形源治6段の巴投と29歳・阿部大六5段の払腰に屈して予選リーグ敗退。
1930年（昭和5年）11月に第1回全日本選士権大会が開催されると、29歳の古沢は8区（朝鮮・満州）の代表として専門壮年前期（~29歳）の部に出場。対馬彪一4段、遠藤清5段らを破り、決勝戦では柏原俊一5段を得意の内股で宙に舞わせ優勝を果たした。続く第2回全日本選士権大会は満州事変の影響で出場が見送られたが、1932年（昭和7年）11月の第3回大会では専門壮年後期（30~37歳）の部で出場。西山広三4段、赤川徳次5段、羽田泰文5段を退けて、2度目の優勝に輝いた。なお、古沢は大会4カ月前の7月に6段に昇段している。
| 段位 | 年月日         | 年齢 |
| ---- | -------------- | ---- |
| 入門 | 1920年12月30日 | 18歳 |
| 初段 | 1921年1月16日  | 19歳 |
| 4段  | 1925年8月11日  | 23歳 |
| 5段  | 1927年2月16日  | 25歳 |
| 6段  | 1932年7月20日  | 30歳 |
| 7段  | 1937年12月22日 | 35歳 |
| 8段  | 1947年7月31日  | 45歳 |
| 9段  | 1968年         | -    |

1934年（昭和9年）5月の皇太子殿下御誕生奉祝天覧武道大会に指定選士として第1部に出場した古沢だったが、予選リーグで皆川国次郎5段と5歳年長で38歳の神田久太郎6段にそれぞれ優勢で敗れ、またもリーグ戦敗退に終わっている。同年11月の全日本選士権大会には自身3度目の優勝を賭けて臨んだが決勝戦で対馬彪一5段に優勢で敗れ優勝は成らず、続く35年大会は初戦で田中末吉5段に優勢負。その後古沢は全日本選士権大会には出場する事は無かった。
それでも1936年（昭和11年）4月の第1回全日本東西対抗大会に三将として出場し、東軍大将で三船門下随一の逸材・佐藤金之助7段と引き分けて西軍優勝に貢献したほか、1939年（昭和14年）の日満対抗大会への出場、1940年（昭和15年）2月の紀元2600年記念全日本東西対抗大会では西軍副将で出場し、東軍大将を務める警視庁の大豪・曽根幸蔵7段と引き分けて西軍に優勝を齎（もたら）した記録が残っている。
1925年（大正14年）以来22年もの永きに渡り岡野幹雄らと共に朝鮮柔道界に貢献してきた古沢だったが、太平洋戦争の終戦後は裸一貫で日本に引き上げた。柔道整復師となり妻を亡くして郷里の益子町田町で接骨院を営み、1947年（昭和22年）7月31日に8段、1968年（昭和43年）に9段を允許。栃木県柔道連盟顧問を務めた。しかし柔道界にはあまり顔を出す事もなく、1973年（昭和48年）5月2日にその生涯を閉じている。
なお、古沢は強靭な肉体や豪快な投技とは裏腹にその人柄は至極温厚で、武専の後輩がうっかり馴れ馴れしく「塙さん」と呼んでも気に留めず、後輩には常に“さん”付けで接していた。
筑前琵琶を女性教師に学び、陶芸を嗜（たしな）み、平安神宮では京娘に混ざって茶道に精を出す一面もあったという。